# Мильчин, Константин Аркадьевич
Константи́н Арка́дьевич Ми́льчин (род. 21 мая 1980, Москва) — российский литературный критик, журналист. Автор статей, рецензий и обзоров в многочисленных изданиях, ведущий передач на радио и телевидении, главный редактор издания «Горький». Сын историка литературы и переводчика В. А. Мильчиной, внук книговеда и редактора А. Э. Мильчина.

## Биография

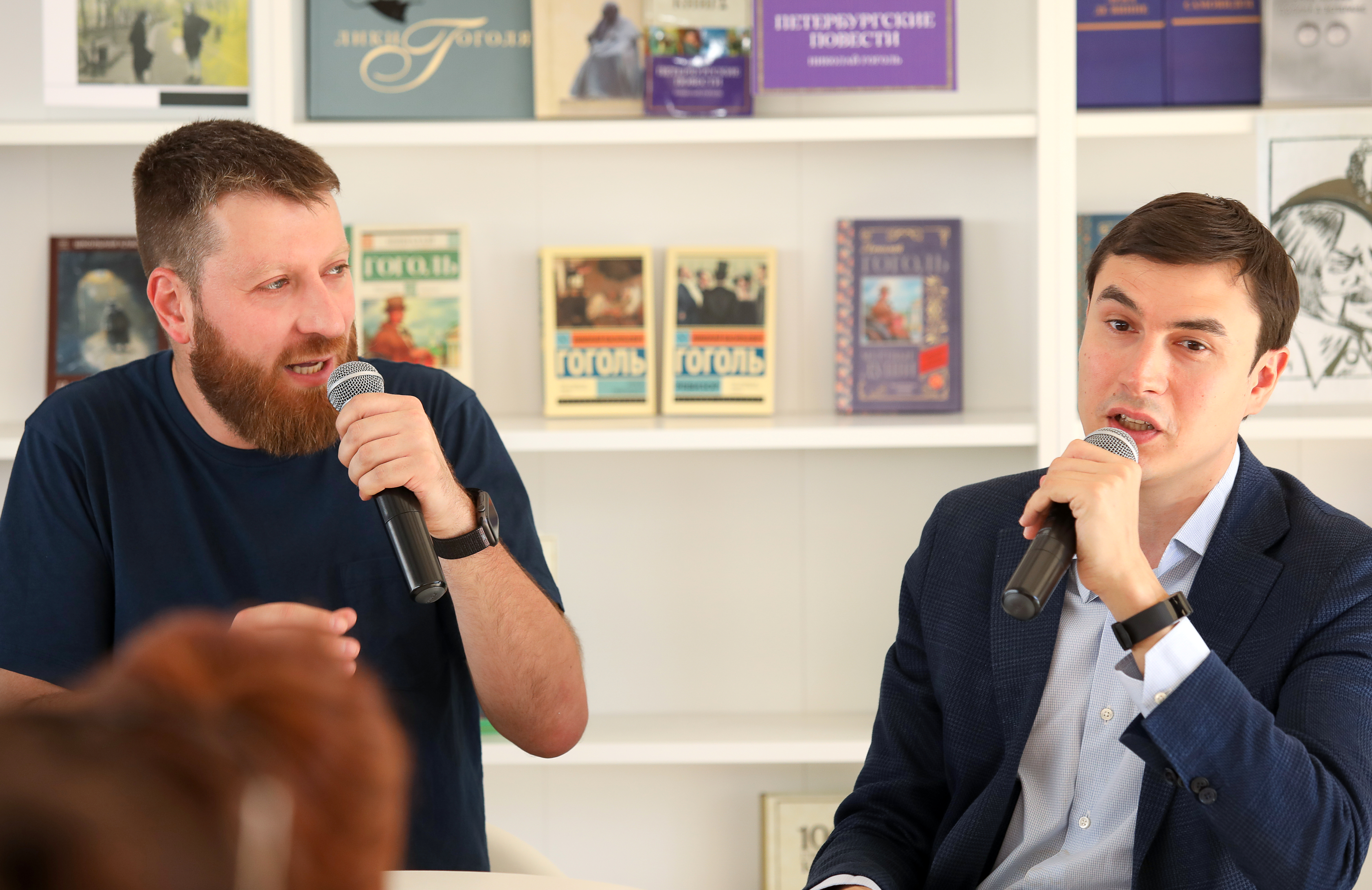
Константин Мильчин и Сергей Шаргунов (справа) на книжном фестивале «Красная площадь», 2019

Родился в Москве в 1980 году. О своём детстве вспоминал, что оно было «не совсем правильное», поскольку его «крайне продвинутая мама читала [ему] на ночь» не детские книги, «опуская некоторые „взрослые“ места».

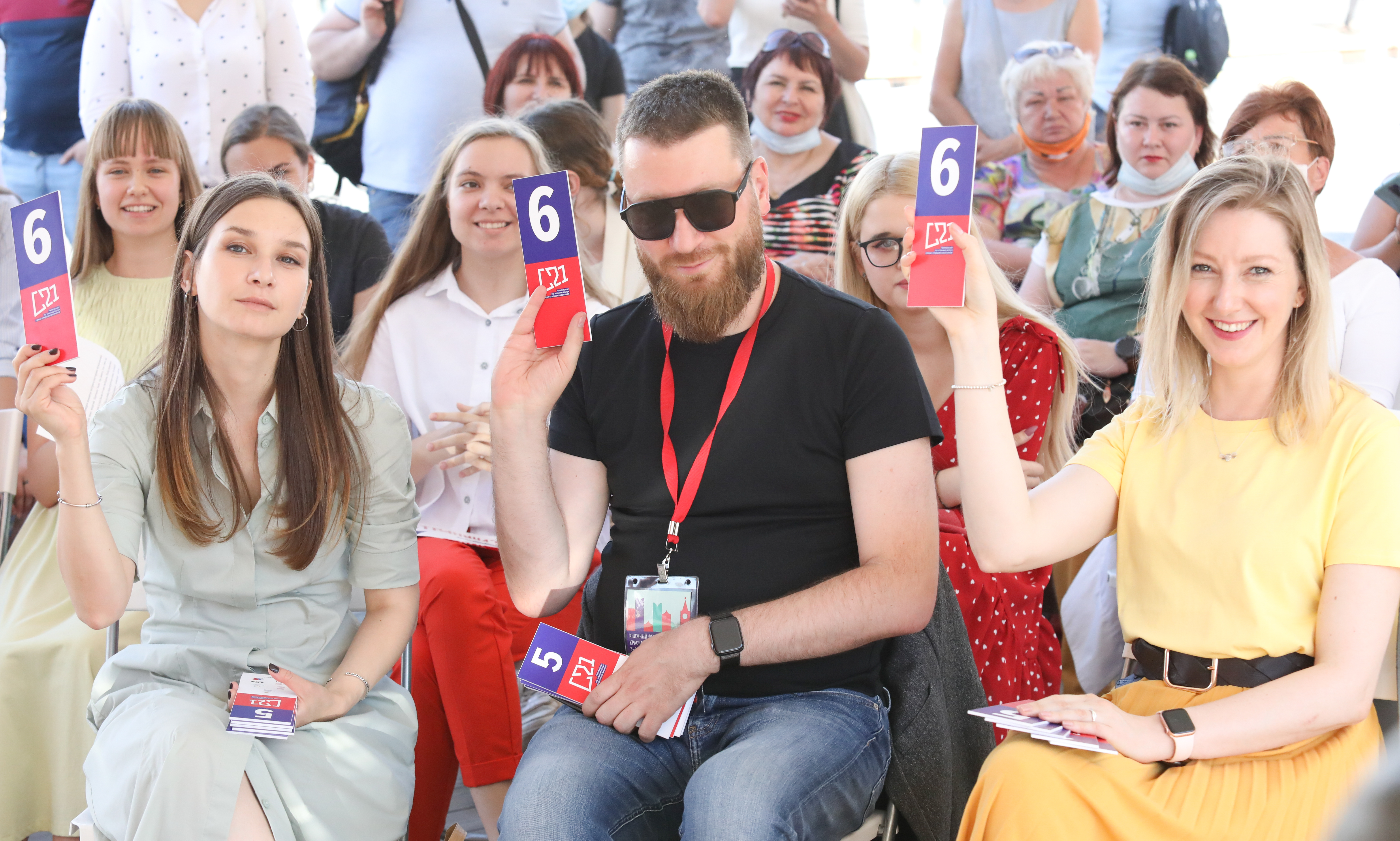
Вера Богданова, Константин Мильчин, Анастасия Орлова на книжном фестивале «Красная площадь», 2021

Окончил историко-филологический факультет Российского государственного гуманитарного университета по специальности «История». С 2004 года вёл блог в Живом Журнале под названием «Медной бороды хозяин», в котором размещал множество рецензий и мини-историй.
В различное время работал редактором отдела культуры журнала «Русский Репортёр», обозревателем газеты «Ведомости. Пятница», вёл телепередачу «Переплёт» (канал «Style TV»), имел постоянную рубрику на радиостанции «Business FM». Публиковался в журнале «Иностранная литература», «Русский репортёр», «Time Out», на сайте Московского центра Карнеги, ТАСС, RT, в газете «Книжное обозрение» и в других изданиях, рассказывал о новостях литературы на радио «Маяк». Вёл программу «Книги по назначению» на Радио Культура.
В 2009 и 2010 годах был приглашённым экспертом, в 2011 входил в состав жюри, а в 2012 и 2013 годах возглавлял жюри литературной премии «НОС». В апреле 2017 года стал главным редактором сайта о литературе «Горький». С 2020 года — шеф-редактор российской версии сервиса Storytel.

## Публикации
- Публикации в журнале «Иностранная литература»
- Публикации в журнале «Русский репортёр»
- Публикации на сайте «Теории и практики»
- Публикации на сайте ТАСС
- Публикации на сайте Московского центра Карнеги
- Публикации на сайте RT
- Публикации в «Ведомостях»
- Публикации в «Газета.ру»